# Parochiekerk van Breitenfeld
De Parochiekerk van Breitenfeld (Duits: Breitenfelder Pfarrkirche) is een aan Franciscus van Assisi gewijde rooms-katholieke kerk in Breitenfeld in Josefstadt, het 8e district van Wenen.

## Geschiedenis

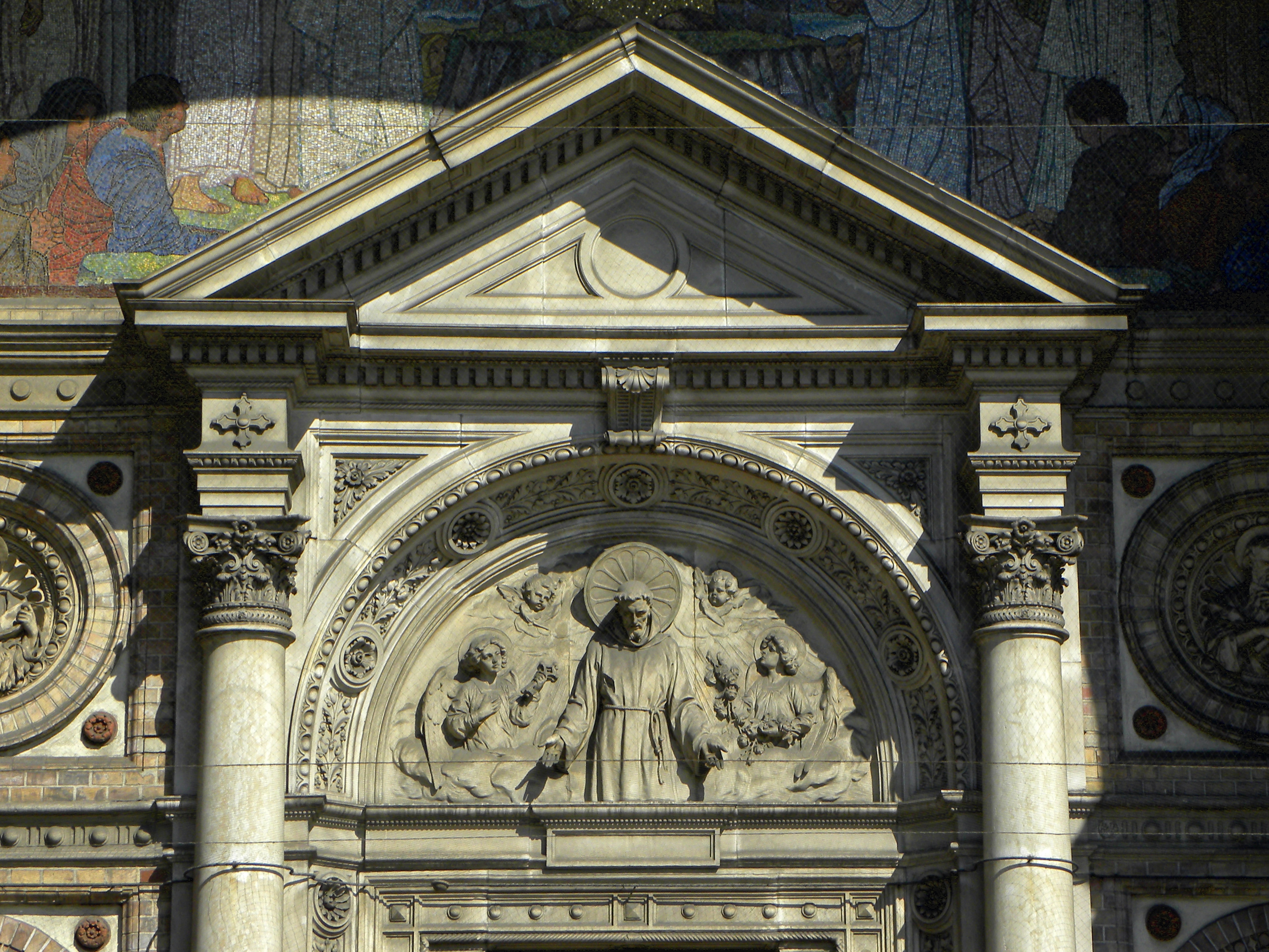
Reliëf Franciscus van Assisi boven het portaall

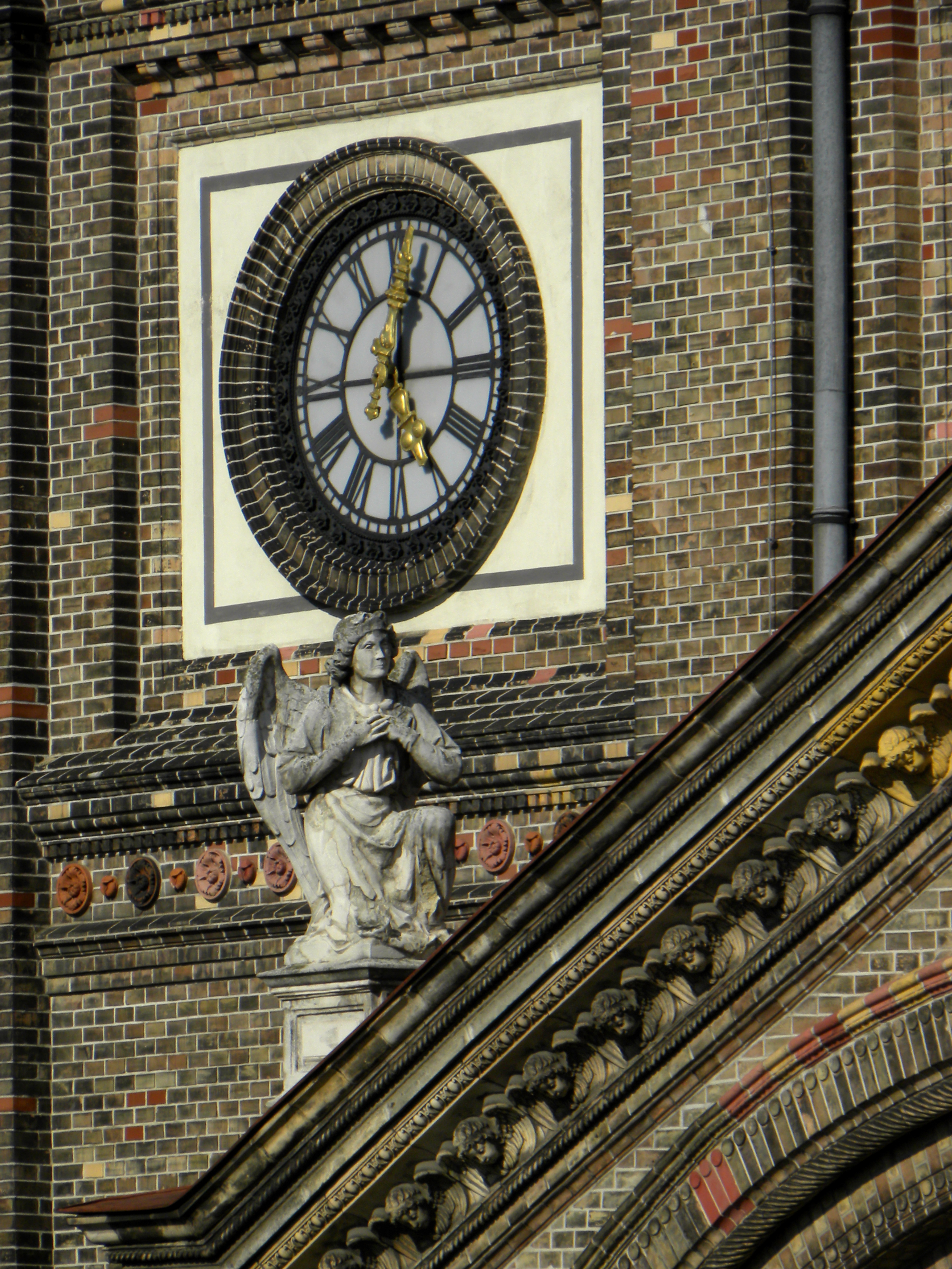
Geveldecoratie

Ter ere van de in 1835 overleden keizer Frans I zou in het destijds buiten de stadsmuren van Wenen gelegen Breitenfeld een herdenkingskerk worden gebouwd. Om dit doel te bereiken gaf de keizerin-weduwe Carolina Augusta nog een fors geldbedrag. De in 1839 gestichte bouwvereniging verzamelde in de hele monarchie geld in, maar het aartsbisschoppelijke ordinariaat en het Benedictijner stift, waaronder Breitenfeld viel, vonden de bouw van een nieuwe kerk niet nodig en ondersteunden het initiatief derhalve niet.
Er gingen generaties over heen toen in 1886 ten slotte een wedstrijd onder architecten werd uitgeschreven voor het ontwerp van de kerk. De initiatiefnemer van de bouw van de kerk en de keizerin-weduwe waren intussen al lang overleden en Breitenfeld was inmiddels een dicht bevolkt deel van het Bezirk Josefstadt geworden. In 1887 gaf keizer Frans Jozef I de toestemming om het winnende project van de Oostenrijkse architect Alexander Wielemans uit te voeren. De eerstesteenlegging vond in 1894 in aanwezigheid van de keizer en de Weense aartsbisschop kardinaal Anton Josef Gruscha plaats. Wederom in aanwezigheid van de keizer werd de kerk op 18 juni 1898 plechtig ingewijd.
Twee weken eerder werd de tijdens de bouw van de kerk aangelegde lijn van de Weense spoorweg (Wiener Stadtbahn), die hier op viaducthoogte loopt, in de onmiddellijke nabijheid van de kerk geopend. Tegenwoordig maakt de metro gebruik van de lijn en vanaf het viaduct heeft men een directe blik op het hoofdportaal van de kerk.
In de Tweede Wereldoorlog leed kerk in het laatste oorlogsjaar zware bommenschade, maar dit werd in de periode 1947-1958 hersteld. De laatste algehele renovatie werd in 1989 begonnen en in 1998 bij de gelegenheid van het 100-jarig jubileum van de kerk afgesloten.

## Architectuur en interieur
Wielemans bouwde de ruwe bouw van de bakstenen kerk in de stijl van de Lombardische vroegrenaissance. De kerk is drieschepig en biedt ruimte aan 2000 tot 2400 personen. Aan de inrichting werkten bekende Oostenrijkse kunstenaars mee, daaronder bevinden zich Richard Kauffungen (1854–1942; het reliëf van Franciscus van Assisi boven het portaal), Alfred Roller (1864-1935; het mozaïek van Christus), Hermann Klotz (1850-1932) en de Hongaar Othmar Schimkowitz (1864-1947; het Heilig Hartbeeld). Het altaar en de kansel werden door Wielemans ontworpen en zijn van marmer uit Grožnjan gemaakt. Het hoogaltaar is in de stijl van de renaissance vormgegeven en heeft een tempelvormige bekroning. Het schilderij in het hoogaltaar van Maria, Moeder van Goede Raad werd op 7 oktober 2014 uit de omlijsting gesneden en uit de kerk gestolen.
De olieverfschilderijen van de beide zijaltaren stammen van Rudolf Bacher (1862-1945; de geboorte van Christus) en Franz Xaver Zimmermann (1876-1959; de Kruisafname). Na 1945 werd de beelden van de heiligen Franciscus en Antonius opgesteld, die door Albin Moroder (1922-2007) werden gemaakt. Het beeld van paus Gregorius I werd door Hans Müller (1873-1937) gemaakt.

## Afbeeldingen

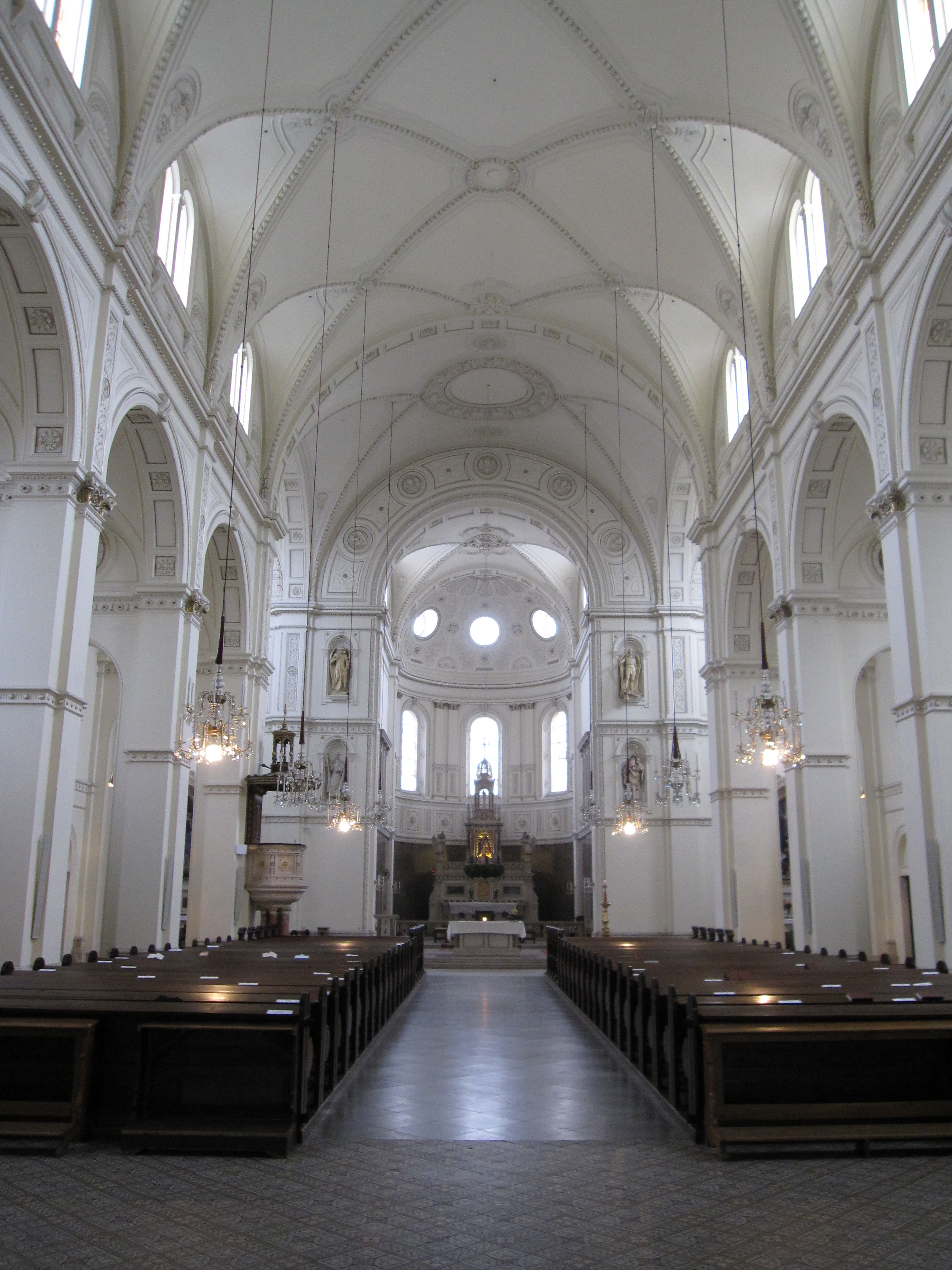
Overzicht interieur
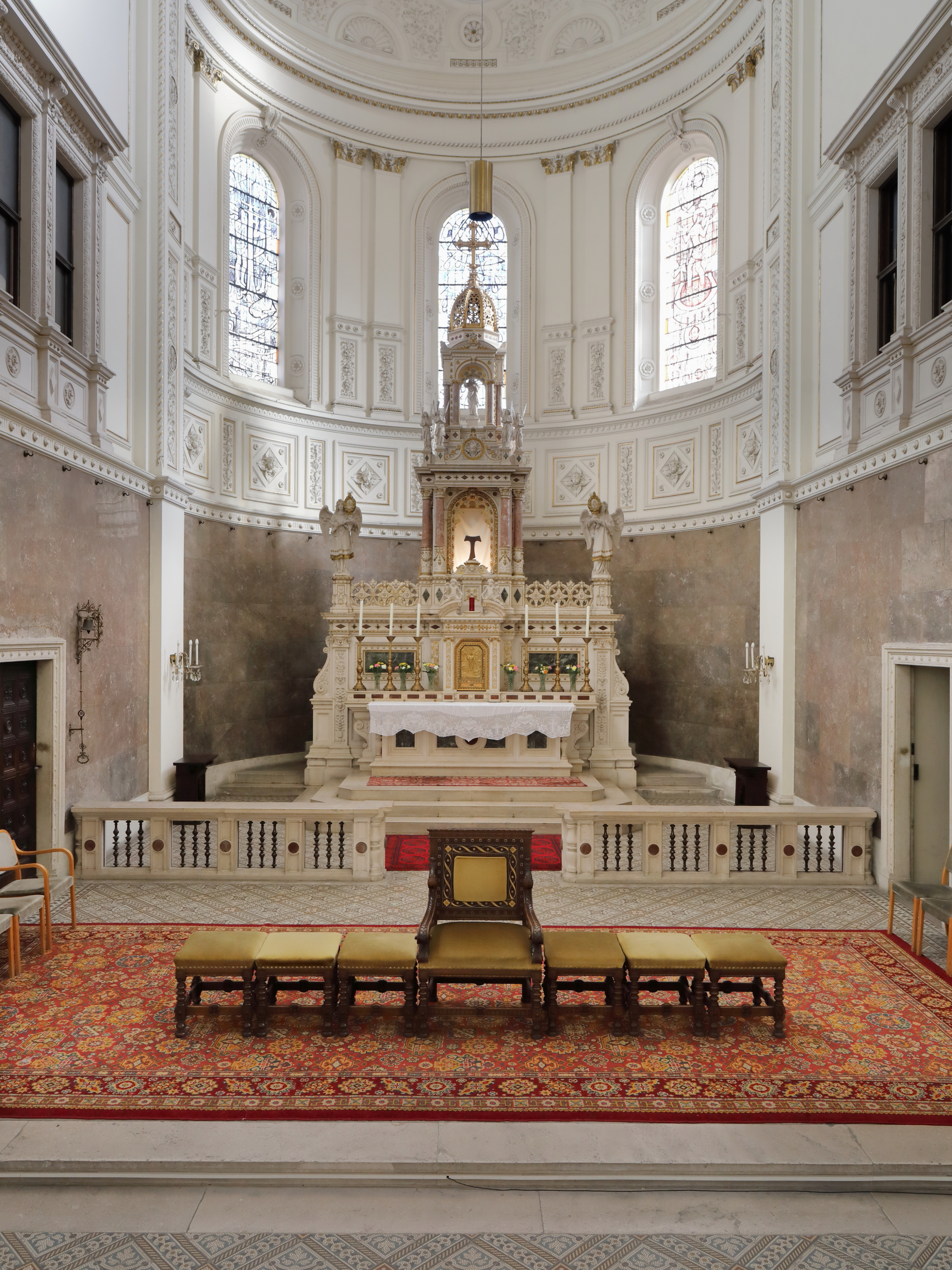
Hoogaltaar
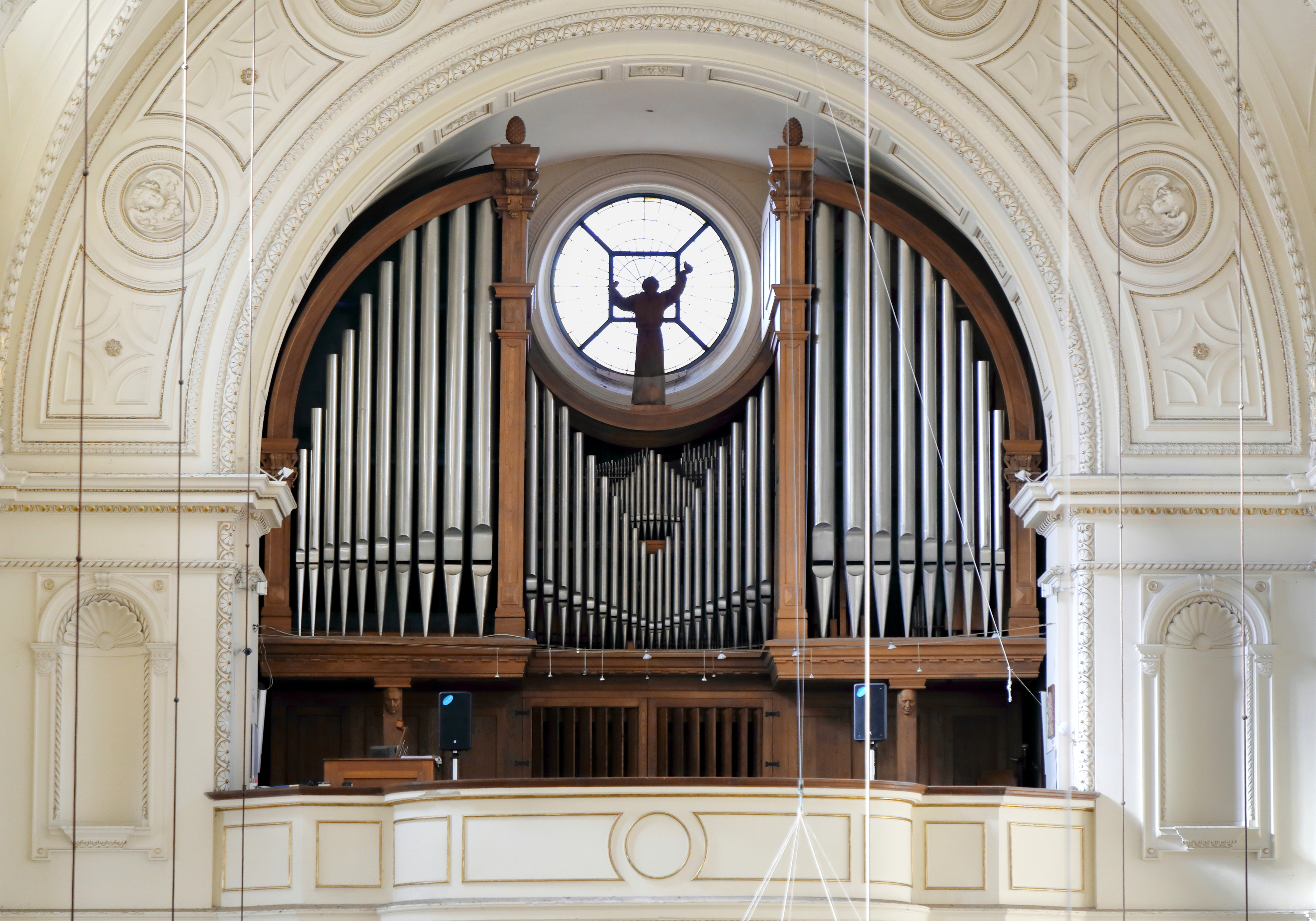
Pijporgel
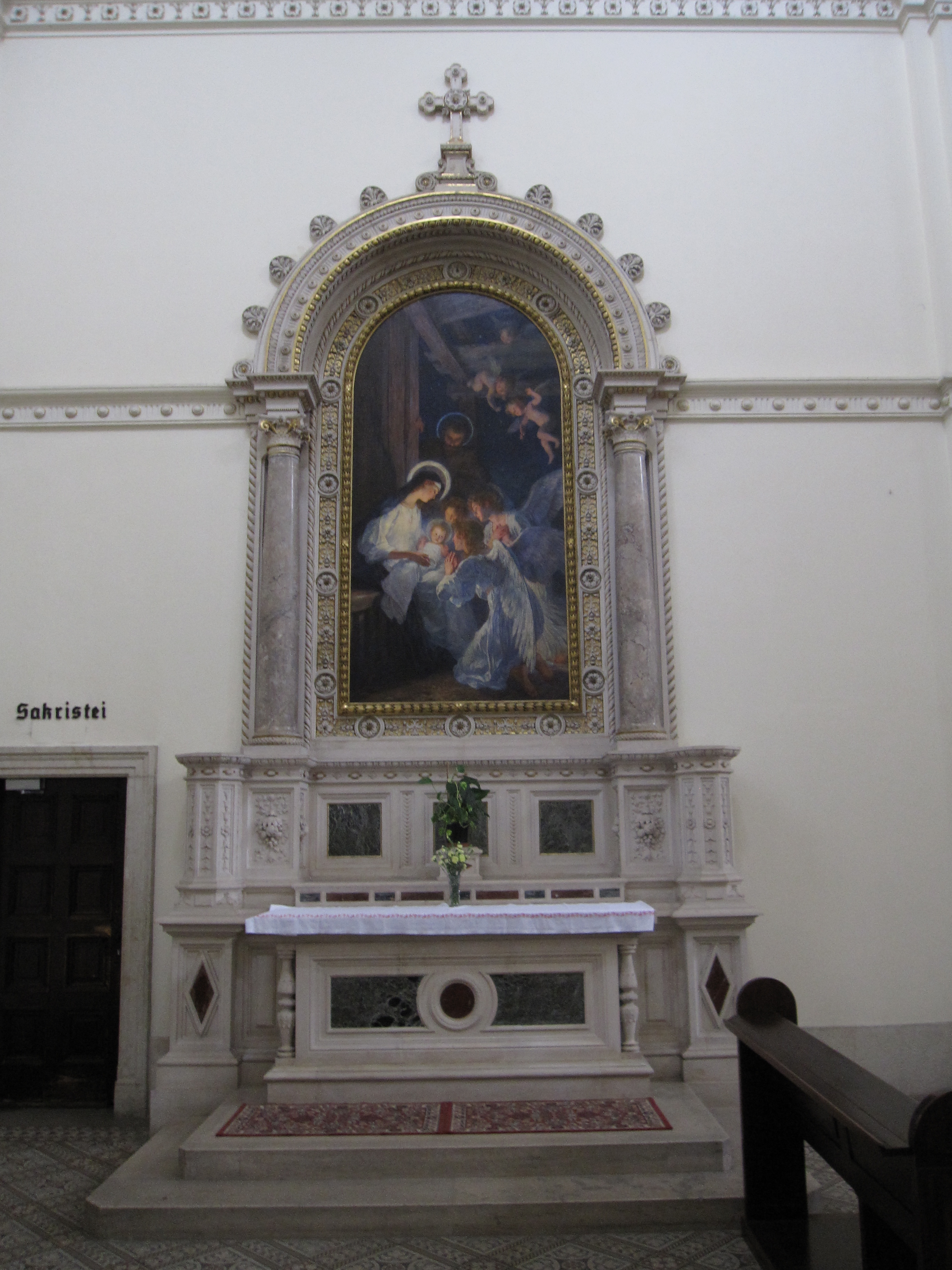
Zijaltaar
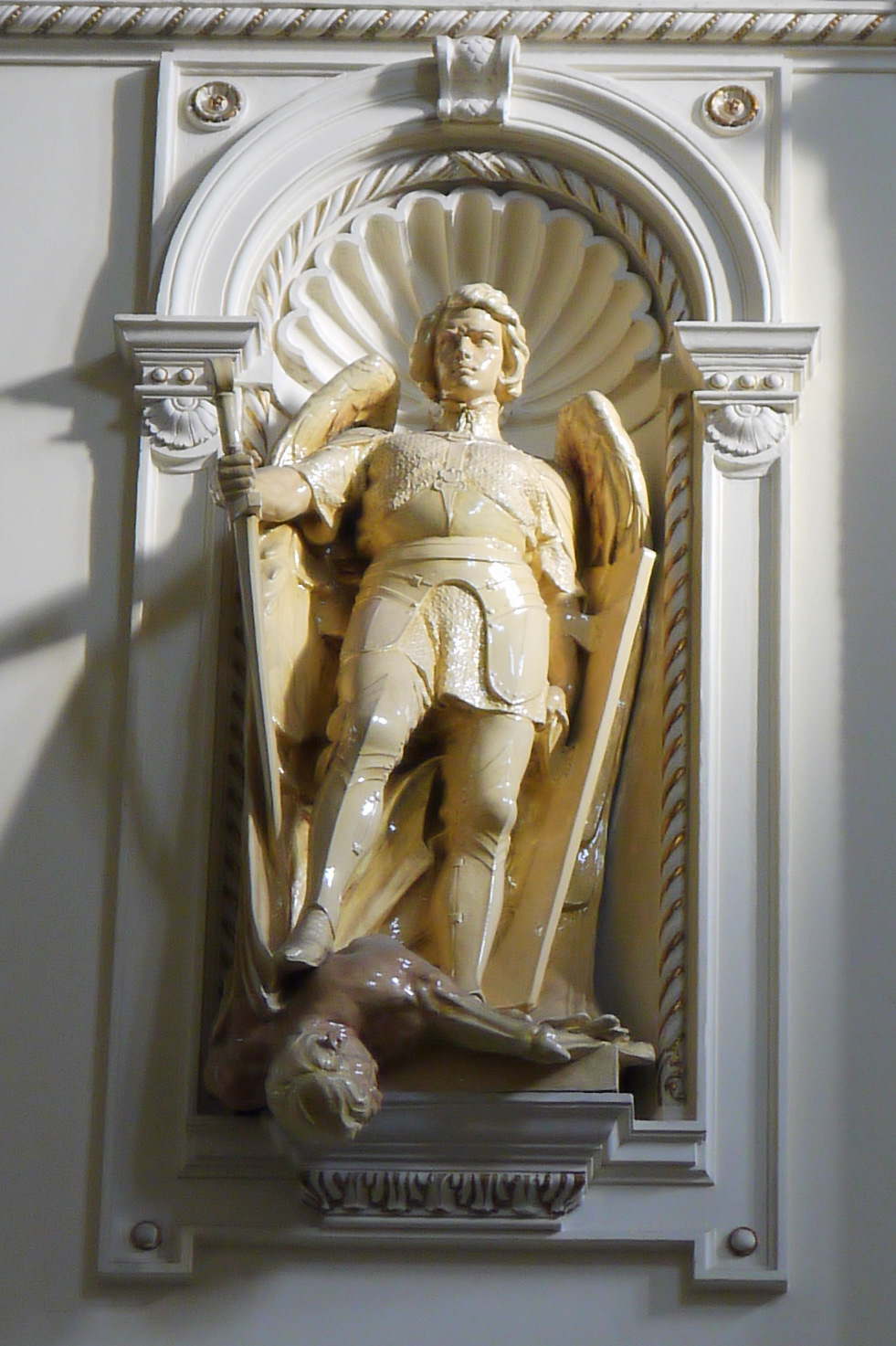
Beeld aartsengel Michaël
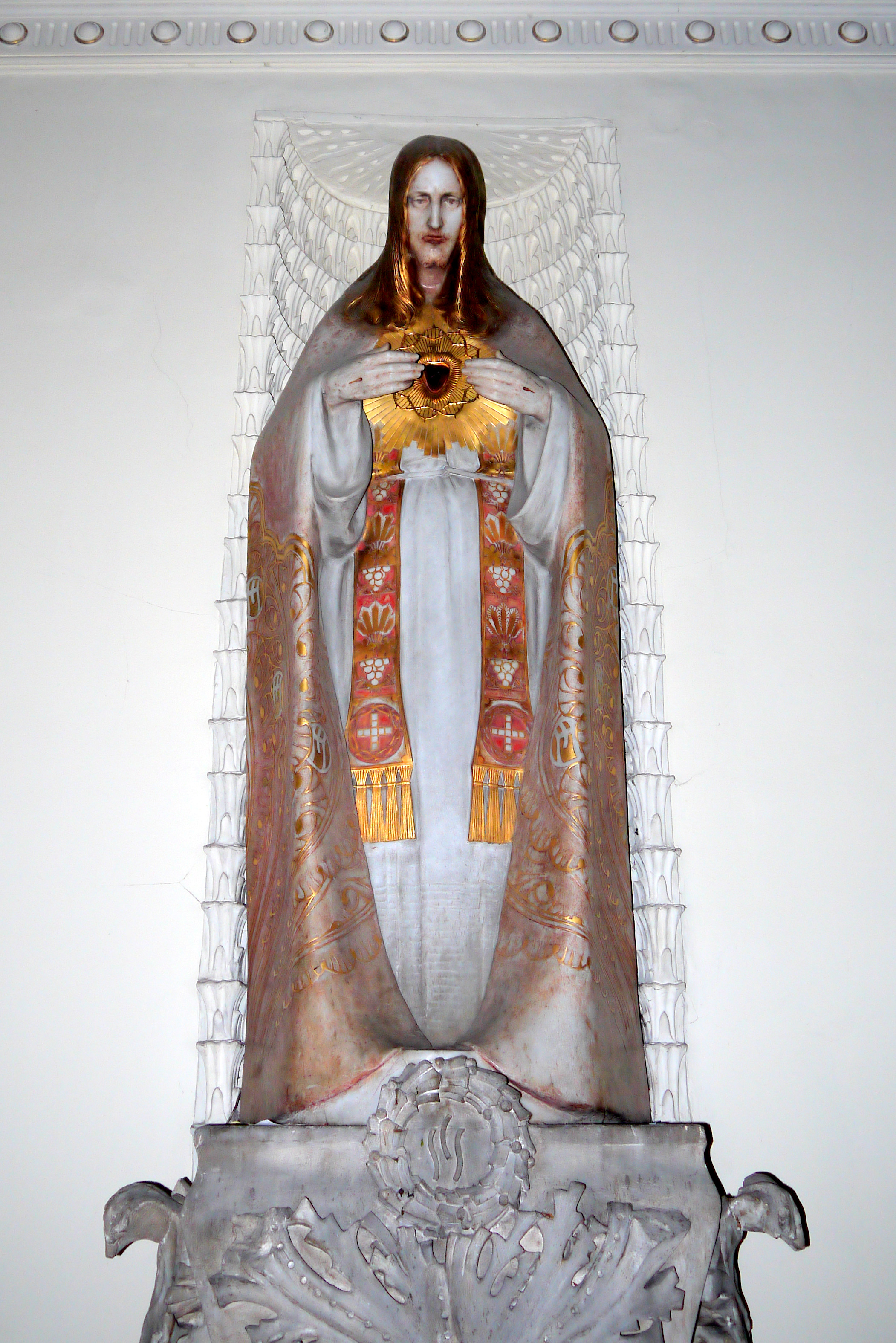
Heilig Hartbeeld
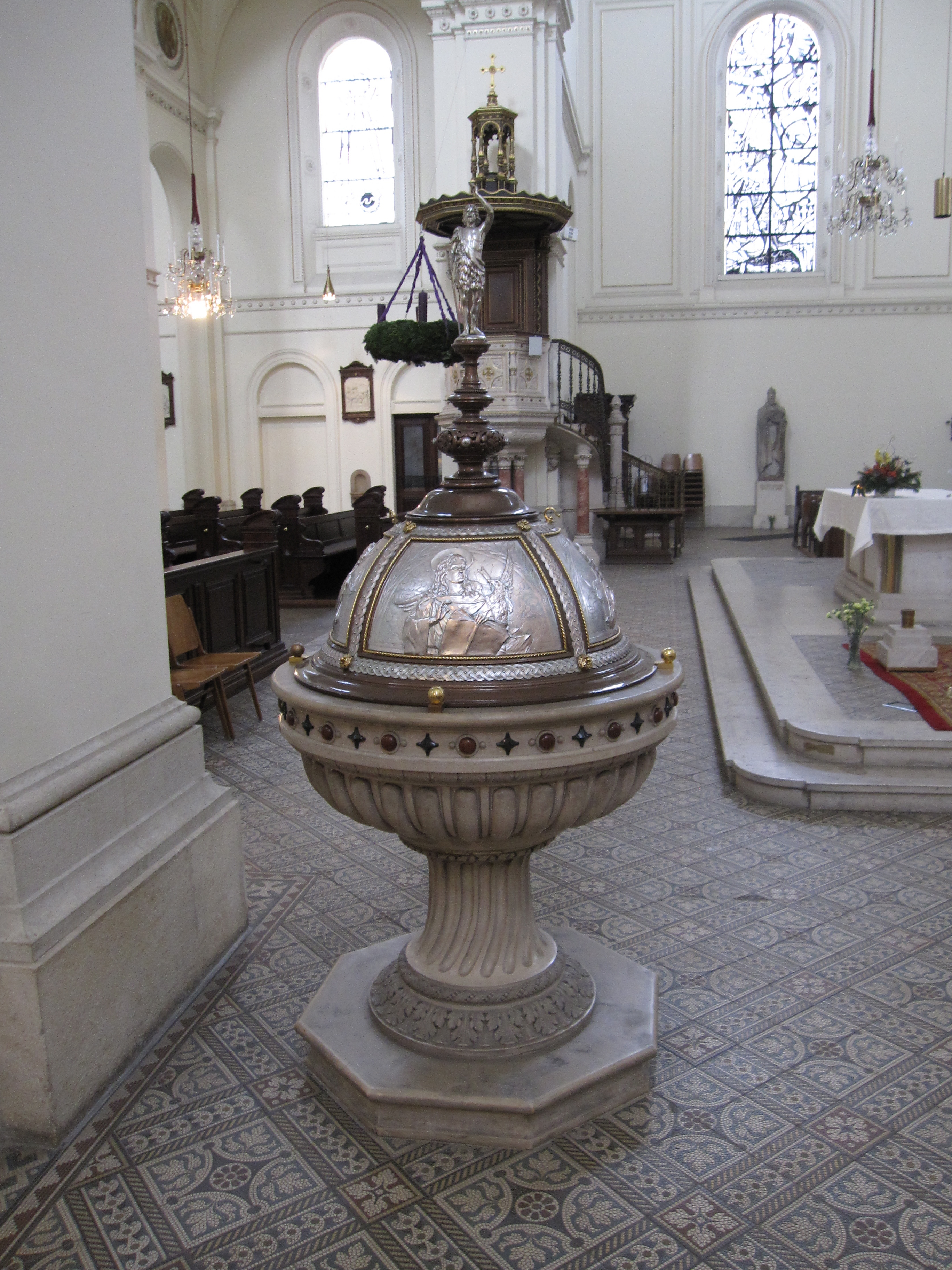
Doopvont